# Alsophis
Alsophis – rodzaj węży z podrodziny ślimaczarzy (Dipsadinae) w obrębie rodziny połozowatych (Colubridae).

## Rozmieszczenie geograficzne
Rodzaj obejmuje gatunki występujące na Antigui i Barbudzie, Gwadelupie, Dominice, Montserrat, Anguilli, Saint-Martin, Saint-Barthélemy, Curaçao, Bonaire, Sabie, Sint Eustatius, Sint Maarten oraz Saint Kitts i Nevis.

## Systematyka
Rodzaj zdefiniował w 1843 roku austriacki przyrodnik Leopold Fitzinger w publikacji własnego autorstwa o tytule Systematyka gadów. Pierwsza grupa, Amblyglossae. Gatunkiem typowym jest (oryginalne oznaczenie) A. antillensis.

### Etymologia
Alsophis: gr. αλσος alsos, αλσεος alseos ‘gaj, lasek’; οφις ophis, οφεως opheōs ‘wąż’ .

### Podział systematyczny
Do rodzaju należą następujące gatunki:
- Alsophis antiguae Parker, 1933
- Alsophis antillensis (Schlegel, 1837)
- Alsophis danforthi Cochran, 1938
- Alsophis manselli Parker, 1933
- Alsophis rijgersmaei Cope, 1869
- Alsophis rufiventris (Duméril, Bibron & Duméril, 1876)
- Alsophis sanctonum Barbour, 1915
- Alsophis sibonius Cope, 1879